# 加里東造山運動

在加里東造山運動結束時（早泥盆紀）加里東/阿卡迪亞造山帶不同分支位置。今日的海岸線以灰色表示作為參考。在之後的地質歷史上，大西洋兩岸分離，使造山帶不同部分分裂。

加里東造山運動（Caledonian orogeny）是一個在不列顛群島、斯堪的纳维亚山脉、斯瓦尔巴群岛、東格陵蘭和部分中歐、北歐地區岩層中紀錄的造山運動。加里東造山運動相關事件發生於奧陶紀到早泥盆紀，相當於4.9到3.9億年前。它是因為巨神海封閉造成勞倫大陸、波羅地大陸、阿瓦隆尼亞大陸等地體相碰撞而發生。
加里東造山運動的名稱由來於蘇格蘭的拉丁語名稱喀里多尼亚（Caledonia）。這個名稱首次於1885年由奧地利地質學家爱德华·修斯用來描述北歐在泥盆紀以前的造山運動。埃米爾·奧格和漢斯·施蒂勒等地質學家認為加里東造山運動是地球歷史上數次造山運動之一。目前了解加里東造山運動包含了數個可以是橫向年序堆積層的地质构造階段。它的名稱因此不能用於地質時間上的絕對年代，只適用於一連串與構造相關的事件。

## 地球動力歷史

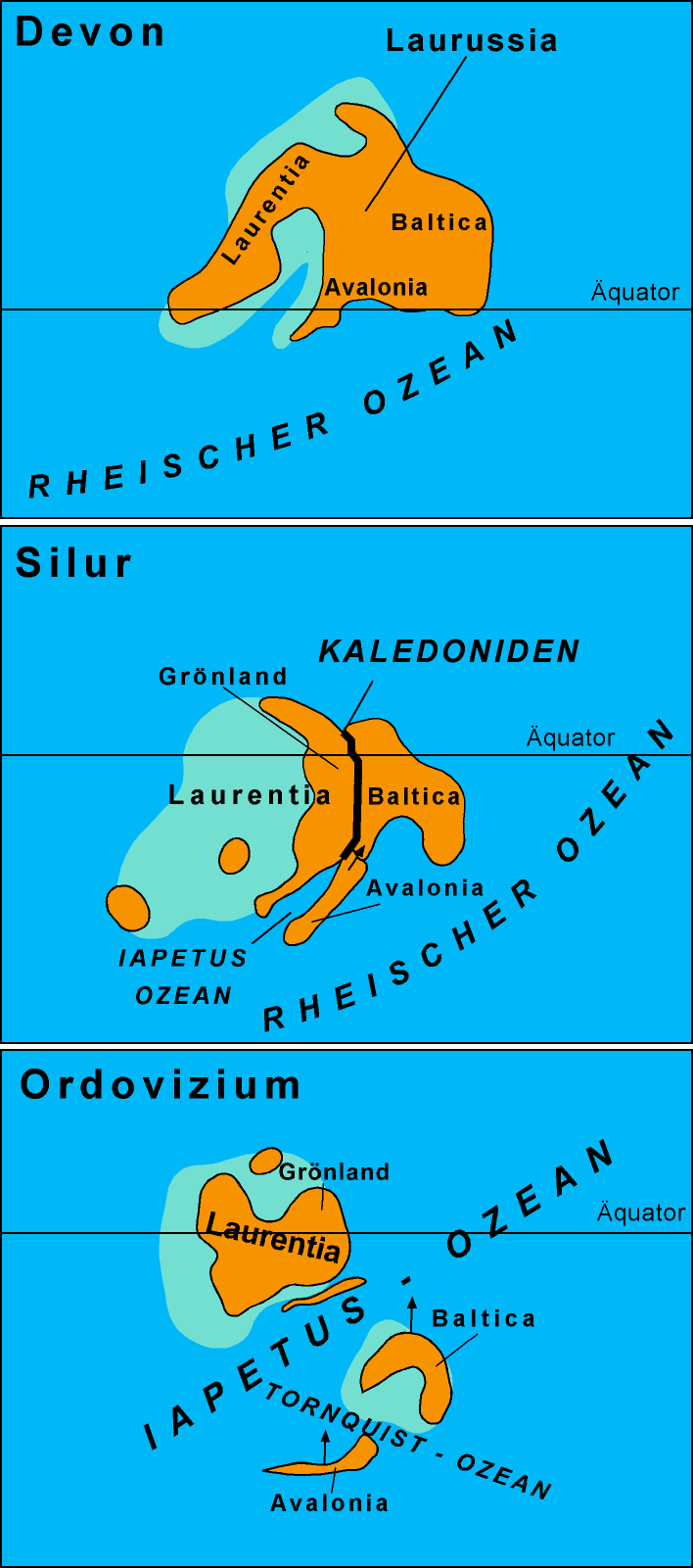
從奧陶紀到泥盆紀（由下往上）的加里東造山運動過程，說明文字為德文。

加里東造山運動是最終將形成古生代晚期超大陸盤古大陸的其中一個造山運動。古生代早期主要各大陸的陸塊聚集形成了包含今日非洲、南美洲、歐亞大陸南半部、澳洲大陸和南極洲的冈瓦那大陆，並環繞南極。6.5到5.5億年前的埃迪卡拉紀，面積較小的勞倫大陸（包含未來的北美洲東北部）、波羅地大陸和西伯利亞從岡瓦納大陸分離，並向赤道方向北移。因為大陸分裂造成岡瓦納、波羅地和勞倫三個大陸之間形成巨神海。
4.8億年前的奧陶紀早期，微大陸（大陸地殼的一個小片段）阿瓦隆尼亞大陸（部分殘餘岩石分散在新英格蘭東部、紐芬蘭島、新不倫瑞克和新斯科舍部分區域、愛爾蘭南部、英格蘭和威爾斯大部分區域、低地國和德國北部）開始從岡瓦納大陸北緣分離。

### 早期狀態
在加里東山脈有些早期的地層變形和變質已經被確認。經常被認為是加里東造山運動第一階段的 Finnmarkian 階段發生於5.05億年前（晚寒武紀）。第二個階段是4.55億年前的 Jämtlandian 階段。這些階段被認為是波羅地大陸的西緣和島弧或微大陸相碰撞。同時期類似狀況有勞倫大陸在4.8到4.35億年前的塔康造山運動期間和島弧碰撞。
在奧陶紀期間，較小的阿瓦隆尼亞大陸獨立向東北方移向波羅地大陸。這個運動是因為巨神海東南方的特恩奎斯特海隱沒入阿瓦隆尼亞大陸東半部之下。在大約4.5億年前奧陶紀晚期，阿瓦隆尼亞大陸和波羅地大陸開始碰撞，特恩奎斯特海因此消失，留下的縫合線就是特恩奎斯特線，位於今日的北海、丹麥南部、德國和波蘭北部。

### 斯堪地納維亞/格林皮安階段

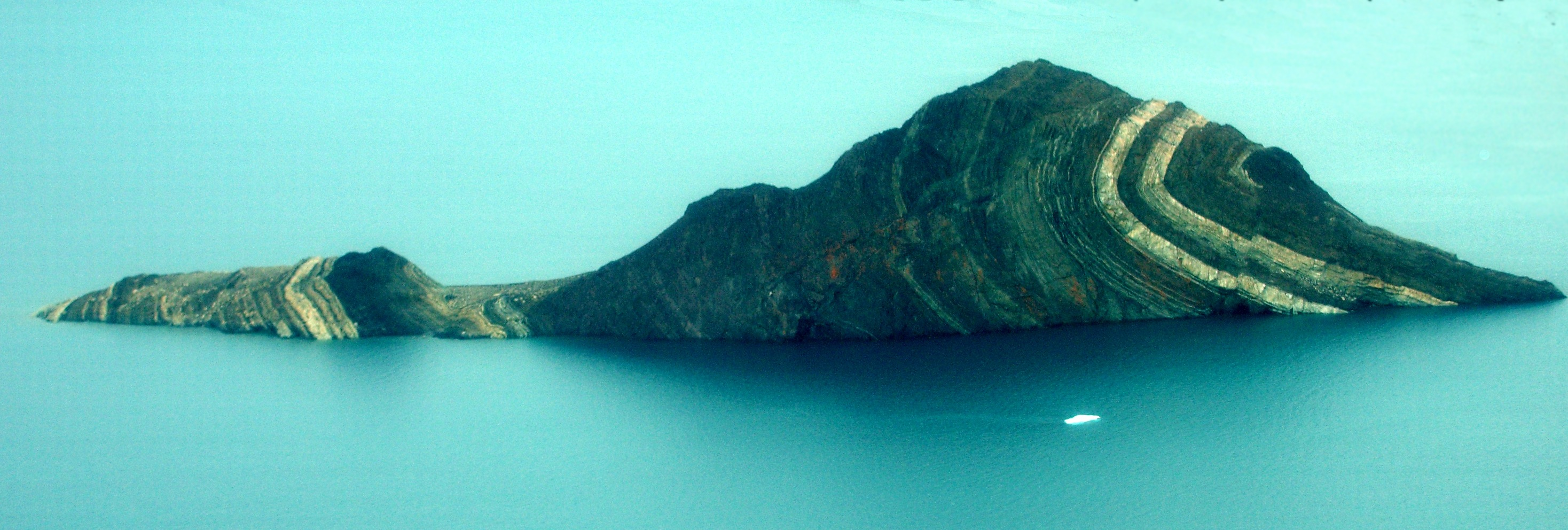
位於格陵蘭東部奧斯卡國王峽灣因為加里東造山運動形成的地層。

加里東造山運動的主要階段在4.25到3.95億年前，在北歐稱為斯堪地納維亞階段，而在不列顛群島則是格林皮安階段，這是因為勞倫大陸和波羅地大陸相碰撞引起。巨神海由北端先封閉，最後南端也封閉。因此波羅的大陸和勞倫大陸的碰撞比阿瓦隆尼亞大陸和勞倫大陸的碰撞早發生。中志留紀時大陸開始碰撞，並在4.07億年前的泥盆紀早期開始形成山脈。在北美洲，阿瓦隆尼亞大陸和勞倫大陸的碰撞稱為阿卡迪亞造山運動。
部分科學家認為加里東造山運動中的大陸碰撞涉及另一個比阿瓦隆尼亞大陸更小的微大陸阿莫里凱地體（Armorican terrane，包含今日的葡萄牙南部、法國北部大部分地區和德國以及捷克南部部分區域）。這個微大陸可能並非一個完整的陸塊，而是一系列地殼碎塊的排列，其中的阿莫里凱地塊和波西米亞地塊是最重要的兩部分。勞倫大陸波羅地大陸和阿瓦隆尼亞大陸組成的歐美大陸和阿莫里凱地體中間的海洋稱為瑞亞克洋。
奧陶紀和石炭紀之間阿莫里凱地體的古地理位置一直是爭議話題。有跡象表明波西米亞地塊在奧陶紀開始就向北移動，但許多科學家認為阿莫里凱地體和勞倫大陸南緣之間的陸地累積發生於約3.4億年前石炭紀的華力西造山運動。一個小型弧後盆地 Rhenohercynian區在加里東造山運動後不久形成於歐美大陸南緣。部分科學家認為當該盆地形成時，歐美大陸有一小段分裂區域。該盆地在加里東造山運動使地體變形後，在華力西造山運動期間於勞倫大陸邊緣再次增生陸地時封閉。

### 文獻
- Cocks, L.R.M. & Torsvik, T.H.; 2006: European geography in a global context from the Vendian to the end of the Palaeozoic, in: Gee, D.G. & Stephenson, R.A. (eds.): European Lithosphere Dynamics, Geological Society of London Memoirs 32, pp. 83–95.
- Cocks, L.R.M.; McKerrow, W.S. & Staal, C.R. van; 1997: The margins of Avalonia, Geological Magazine 134, pp. 627-636.
- Jones, K. & Blake, S.; 2003: Mountain building in Scotland, ISBN 0-7492-5847-0.
- Matte, P.; 2001: The Variscan collage and orogeny (480-290 Ma) and the tectonic definition of the Armorica microplate: a review, Terra Nova 13, 122-128.
- McKerrow, W.S.; Mac Niocaill, C. & Dewey, J.F.; 2002: The Caledonian Orogeny redefined, Journal of the Geological Society 157, pp. 1149-1154.
- Schätz, M.; Reischmann, T.; Tait, J.; Bachtadse, V.; Bahlburg, H. & Martin, U.; 2002: The Early Palaeozoic break-up of northern Gondwana, new palaeomagnetic and geochronological data from the Saxothuringian Basin, Germany, International Journal of Earth Sciences 91(5), pp. 838-849.
- Stampfli, G.M.; Raumer, J.F. von & Borel, G.D.; 2002: Paleozoic evolution of pre-Variscan terranes: From Gondwana to the Variscan collision, Geological Society of America Special Paper 364, pp. 263-280.（页面存档备份，存于）
- Torsvik, T.H. & Cocks, L.R.M.; 2004: Earth Geography from 400 to 250 Ma: a palaeomagnetic, faunal and facies review, Journal of the Geological Society of London 161, pp. 555-572.
- Torsvik, T.H. & Rehnström, E.F.; 2003: The Tornquist Sea and Baltica–Avalonia docking, Tectonophysics 362, pp. 67– 82.
- Torsvik, T.H.; Smethurst, M.A.; Meert, J.G.; Van der Voo, R.; McKerrow, W.S.; Brasier, M.D.; Sturt, B.A. & Walderhaug, H.J.; 1996: Continental break-up and collision in the Neoproterozoic and Palaeozoic - A tale of Baltica and Laurentia, Earth-Science Reviews 40, p. 229-258.
- Ziegler, P.A.; 1990: Geological Atlas of Western and Central Europe, Shell Internationale Petroleum Maatschappij BV (2nd ed.), ISBN 90-6644-125-9.

## 外部連結
- Middle Ordovician (Continent Map)（页面存档备份，存于）
- Middle Silurian (Continent Map)（页面存档备份，存于）
- Emplacement timing of the Galway Granite ...（页面存档备份，存于）
- Re-defining the Caledonian
- Caledonian in Shetland
- Britain's formation（页面存档备份，存于）